# Quattro Fontane (Messina)
Le “Quattro Fontane” di Messina costituivano un apparato scenografico collocato nel quadrivio fra le cinquecentesche strade Austria (oggi via I Settembre) e Cardines.
Il quadrivio è ispirato ai fasti barocchi di epoca spagnola atti a celebrare la potenza del Regno di Sicilia e l'importanza delle città principali dell'isola, magnificenza ravvisabile nei Quattro Canti di piazza Vigliena a Palermo, nei Quattro Canti di Catania, nei Quattro Canti di Paternò.
Disegnate da Giacomo Calcagni e ispirato all'iconografia marina, omaggio alla felice posizione della città quale crocevia di rotte commerciali, alla posizione strategia per la difesa dell'intero bacino del Tirreno, all'amenità del territorio affacciato e declinato su due mari. I manufatti presentano raffigurazioni di delfini, cavallucci marini, conchiglie, buccine, tritoni e mascheroni idrofori.

## Le "Quattro Fontane"
Erano state ideate identiche dall’architetto romano Giacomo Calcagni per ornare i quattro cantonali dell’incrocio fra le strade Austria e Cardines.
- La prima di queste veniva realizzata, il 24 aprile 1666, dal fiorentino Innocenzo Mangani[5] che la scolpiva all’angolo del palazzo Saccano[6] (dopo il 1783 assunse il nome di palazzo Fiorentino) ed era ubicata di fronte all’ingresso della chiesa di S. Giovanni dei Fiorentini[7]. “A 24 aprile [1666] giorno del sabato santo, al tocco delle campane, diè principio a correre una delle quattro fontane della strada Austria dirimpetto a S. Giovanni dei Fiorentini, essendo le altre tre principiate, ma non finite” (CDG AIII 408).
- La seconda, nel mese di settembre 1717, la scolpiva Ignazio Buceti[8] (dopo il 1783 assunse il nome di palazzo Caruso) all’angolo della chiesa di S. Giovanni dei Fiorentini. “In settembre [1717] si finì parimente […] una delle fontane nel quadrivio della strada Nuova, ed è appunto quella attaccata alla chiesa di S. Giovanni dei Fiorentini, ove si vedono scolpite in cima le armi del duca di Savoja” (Gallo AIV 108);
- La terza veniva completata prima del mese di maggio 1742, in occasione delle Feste secolari della Madonna della Lettera, da un ignoto marmoraro che la scolpiva nel secondo cantonale destro all’angolo del palazzo La Scala (dopo il 1783 assunse il nome di palazzo Pellegrino);
- La quarta veniva completata prima del mese di maggio 1742, in occasione delle Feste secolari della Madonna della Lettera, da un ignoto marmoraro che la scolpiva nel secondo cantonale sinistro all’angolo del palazzo Capece-Minutolo ed era ubicata di fronte al fianco sinistro della chiesa di S. Giovanni dei Fiorentini. “[Nel 1742] si finirono parimente di lavorare le quattro bellissime fonti nella incrociatura della strada Cardines e Austria, due delle quali si finirono di tutto punto in questa contingenza, giacché le altre due erano di già compiute, e nel muro laterale d’una di quelle fonti, che è quella del palazzo del duca della Montagna Reale [Capece-Minutolo] si pose la seguente iscrizione: «Anno. Ærœ. Vulg. MDCCXLII. Recentiores. Fontes. Posuit. Mercatorum. Ordo. Messanam. Regni. Caput.Regentib. PP. P. Joseph. Garcia. Ramos. Trib. Milit. Arcis. Castellazzo. Prœfecto. Francisco. Granata. Karolo. Magisi. Joseph. Crisafi. Barone. Fucellini. Johanne. Arezzo. Andrea. Minutolo. Ex Princip. Collareale” (Gallo, AIV 302).

In una incisione dell’arch. Francesco Sicuro eseguita nel 1768, si notavano alla base delle fontane due mascheroni che versavano l’acqua in altrettante piccole vasche, tolte nel 1854, a seguito della delibera del Consiglio Comunale del 25 luglio, perché a causa del continuo uso i cittadini avevano causato danni alle sculture. “Nel 1855, eseguendosi i condotti, se ne scoprirono le fondazioni ed il livello della strada antica, ben due metri sotto a quello odierno” (Messina e dintorni, 231). Il terremoto del 28 dicembre 1908 danneggiava, in modo più o meno grave, le due fontane realizzate nel 1742, mentre rimanevano quasi intatte quella del Mangani, all’angolo del palazzo Fiorentino e l’altra del Buceti, posta all’angolo del palazzo Caruso, come si evince da tre foto scattate subito dopo il terremoto (Riccobono, T 121, 129, 133). Il 21 gennaio 1913 “alle Quattro Fontane, viene chiuso con steccato lo sbocco di Via Cardines completamente, anche ai pedoni. Lo scopo è di occupare di baracche tutta la strada e chiuderla al traffico” (La Corte Cailler D3, 1171). L’importante ed antica arteria verrà cancellata completamente nella parte sud dal nuovo piano regolatore elaborato dall’ing. Luigi Borzì. Intorno agli anni trenta, nel cantonale dell’is. 311 veniva ricomposta una delle fontane realizzate da ignoto autore nel 1742, mentre a destra, nel cantonale del palazzo Fiorentino era rimasta intatta quella del Mangani, entrambe saranno poi restaurate nel 1998. Le altre due, ovvero, quella del Buceti (poco danneggiata dopo la demolizione del palazzo Caruso e restaurata nel 1959 dall'architetto Pietro Lojacono), e l’altra realizzata nel 1742, assai frammentaria, verranno ricomposte, nel 2003, nella rampa d’ingresso del Museo Regionale di Messina e precisamente a destra la prima (sulla cui sommità svetta lo stemma “con le armi del duca di Savoia”), e a sinistra la seconda (Catalioto, II 133).
N.B.: Per completezza dell’argomento inseriamo di seguito le citazioni di alcuni autori nelle quali si riscontrano dati diversi:
- Caio Domenico Gallo[12] nel suo volume “Apparato agli Annali della Città di Messina”, pubblicato nel 1755, a pagina 20, scrive “Le quattro ragguardevoli fontane situate nell’incrociatura della strada Cardines ed Austria, tre delle quali si terminarono di tutto punto modernamente, una nel 1714 nel governo dei savoiardi, alla cantonata della chiesa di San Giovanni dei Fiorentini, e le altre due alle cantonate dirimpetto nel 1742, nella festa del Centenario della Sacra Lettera”, mentre nel IV volume degli “Annali della Città di Messina”, a pagina 108 lo stesso autore riporta che “In settembre [1717] si finì parimente […] una delle fontane nel quadrivio della strada Nuova, ed è appunto quella attaccata alla chiesa di S. Giovanni dei Fiorentini, ove si vedono scolpite in cima le armi del duca di Savoja” rettificando, attraverso nuovi documenti,  la data 1714 con quella del 1717;
- Francesco Susinno[13] nel suo volume “Le Vite de’ Pittori Messinesi”, a pagina 183, scrive “Sono altresì d’Innocenzio [Mangani] le quattro fontane alla strada nuova: una portata interamente al suo fine dai ferri dello stesso artefice, con belle fantasie di mascheroni, pesci, cavalli marini, che buttano l’acqua, e tritoni che sonano la buccina. L’architettura è idea del suddetto Giacomo Calcagni. Un’altra consimile è stata finita ultimamente nel 1716 da un messinese intagliatore di marmi e pratico dell’architettura, Antonio Amato. E fia per dirne il vero, la copiò così bene che appare di uno stesso virtuoso. L’altre due sono principiate aspettando la loro stagione, per dover essere terminate”. Il Susinno nella citazione indica la data del 1716 al posto del 1717 e come autore della fontana Antonio Amato al posto di Ignazio Buceti;
- Nella Guida del 1902 “Messina e dintorni”, a pagina 241, troviamo scritto: “Proseguendo, la via Primo Settembre [via Austria] è tagliata ad angolo retto dalla Via Cardines, e i quattro canti sono decorati da Quattro fontane in marmo bianco, con vasche, tritoni e cavalli marini, fatti sul disegno dell’architetto romano Pietro (?) Calcagni. La prima a sinistra fu scolpita dal fiorentino Innocenzo Mangani (1666) e quella a destra dal Buceti (1714): le altre due furono completate nel 1742”. Nella citazione troviamo scritto che l’ideatore del progetto era stato un certo “Pietro” Calcagni e non Giacomo Calcagni, mentre la data 1714 era stata ripresa dall’Apparato del Gallo, non tenendo conto della rettifica fatta dallo stesso autore nel IV volume degli Annali; Sempre nella citazione della Guida del 1902 troviamo altre incongruenze relative alla posizione delle prime due fontane, ovvero, “la prima a sinistra fu scolpita dal fiorentino Innocenzo Mangani (1666) e quella a destra dal Buceti (1714), orbene, guardando la pianta del 1783, realizzata dall’architetto Gianfrancesco Arena, con direzione verso piazza del Duomo, come descritto nella stessa guida, notiamo che la chiesa di S. Giovanni dei Fiorentini (dopo il 1783 palazzo Caruso), a cui era addossato il fonte del Buceti, si trovava a sinistra, mentre quello del Mangani, addossato all’angolo del palazzo Saccano (dopo il 1783 palazzo Fiorentino), si trovava a destra.
- Nella Guida del 1914 “Messina prima e dopo il disastro”, a pag. 243, troviamo scritto: “Segnano i quattro canti di città all’incrocio della via Primo Settembre colla Cardines; sono monumenti di forma fantastica, eseguiti in marmi bianchi e a colori, con vasche, delfini, tritoni, conchiglie, cavalli marini e altri simboli che formano un insieme architettonico caratteristico dovuto alla matita dell’architetto romano Pietro (?) Calcagni. Una quantità di lapidi con iscrizioni le fiancheggiano da tutte le parti. Innocenzo Mangani, fiorentino, scolpì in Messina la prima fontana verso l’anno 1666, quella all’angolo del palazzo Caruso, uscita incolume dal disastro. Il Buceti marmoraio e scultore, che lavorò nel Duomo, eseguiva poco dopo l’altra, tuttora incolume, all’angolo di Casa Fiorentino. Le due rimanenti, andate abbattute nel disastro, venivano completate da ignoti marmorai sui modelli esistenti verso il 1742. Si conservano tutti i pezzi nella chiesa dell’Alemanna per procedere quando che sia alla ricostruzione. Nello sgombero delle macerie all’angolo della caduta fontana presso casa Pellegrino si credette da qualcuno d’aver riscontrato avanzi dell’antichissimo tempio di Ercole Manticlo smantellato, dicesi nel 1623 per dar posto alla via Austria (?)[14], riedificato poco discosto e perito definitivamente nel 1783 assieme ad alcune case contigue che la tradizione faceva appartenere a Caio Ellio Pollione che vi ospitò Cicerone” (Messina prima e dopo, 243). La guida del 1914 è stata scritta dagli stessi autori di quella del 1902, e ne riporta gli stessi errori.

## Galleria d'immagini

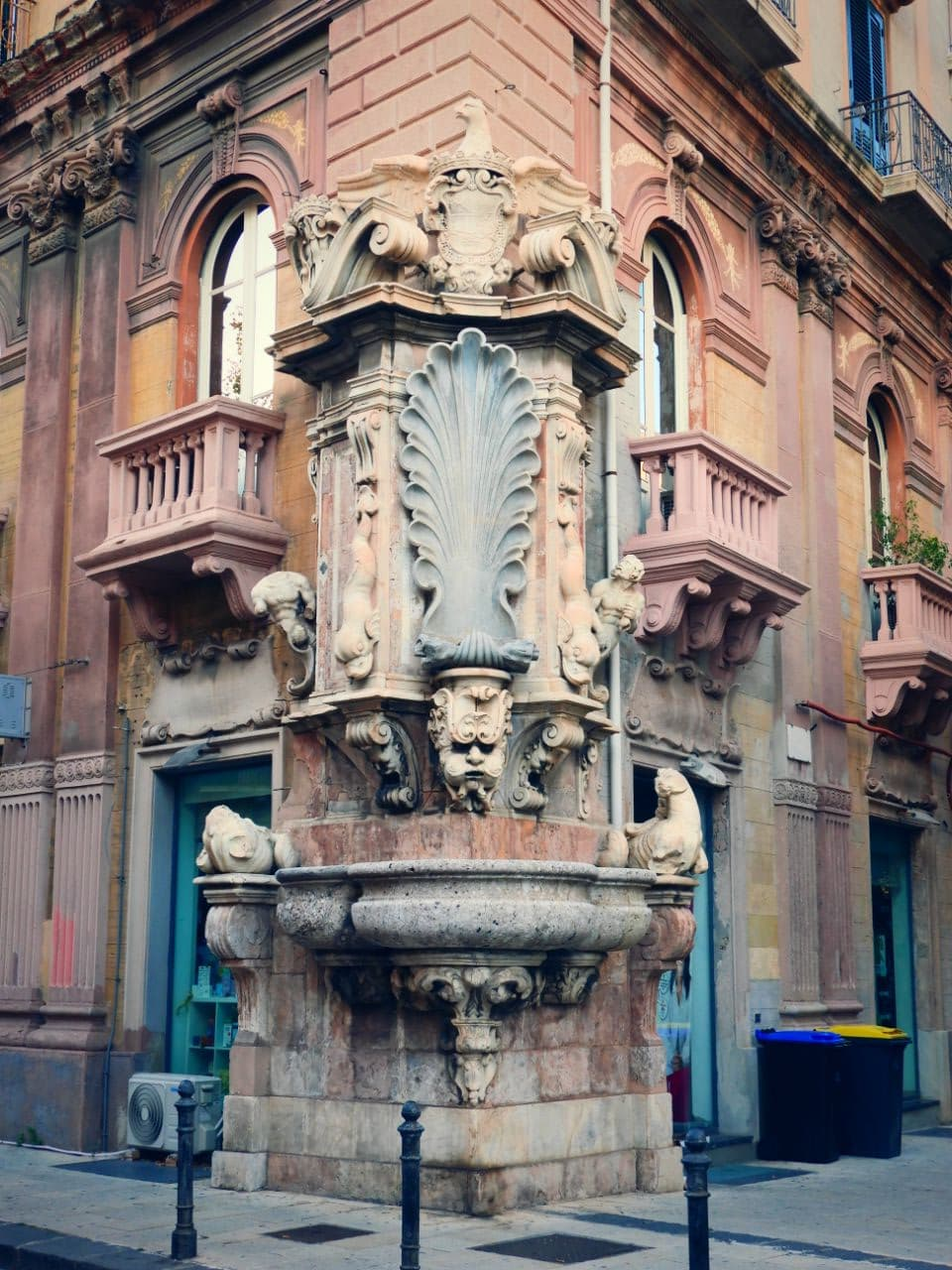
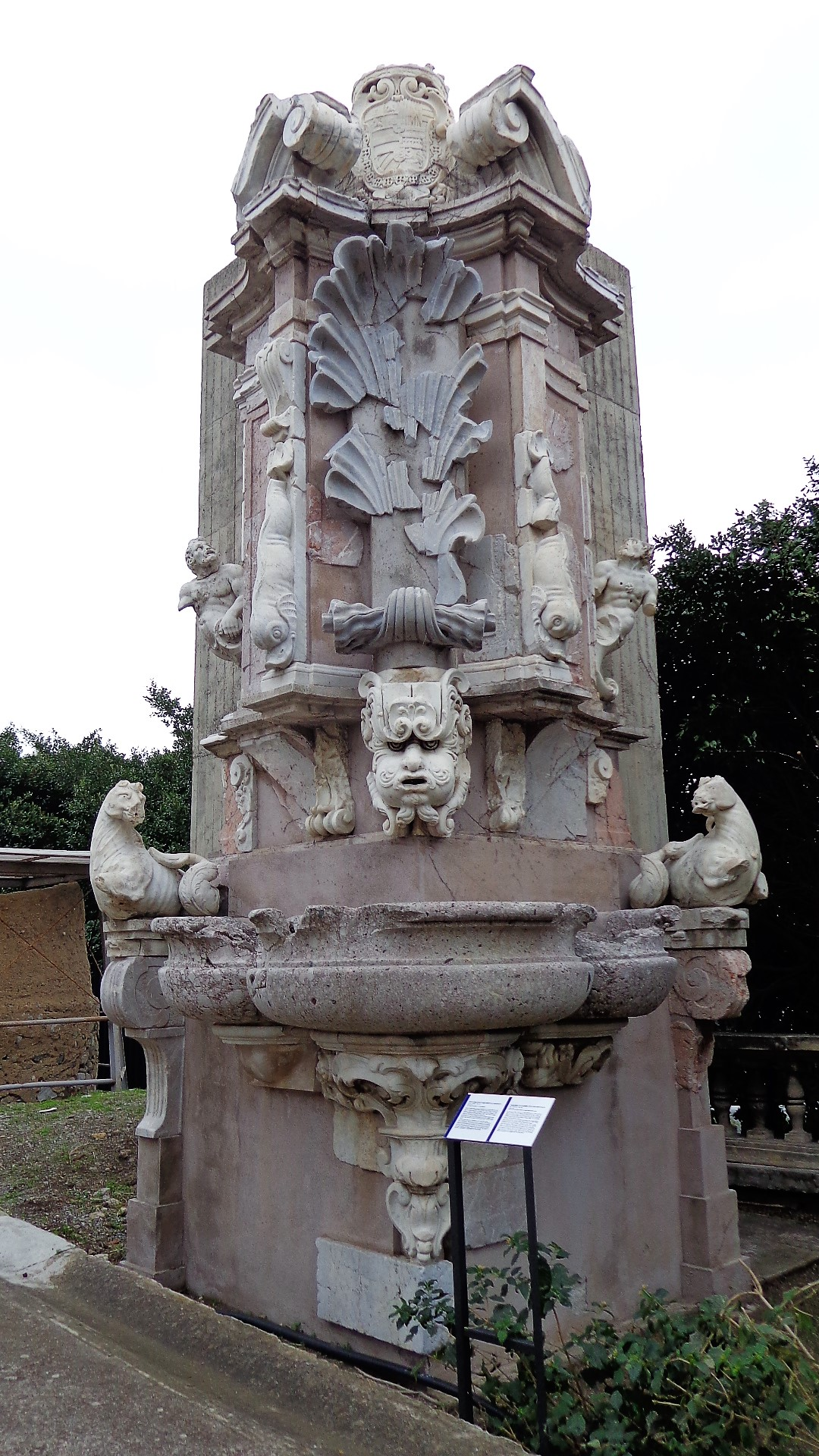
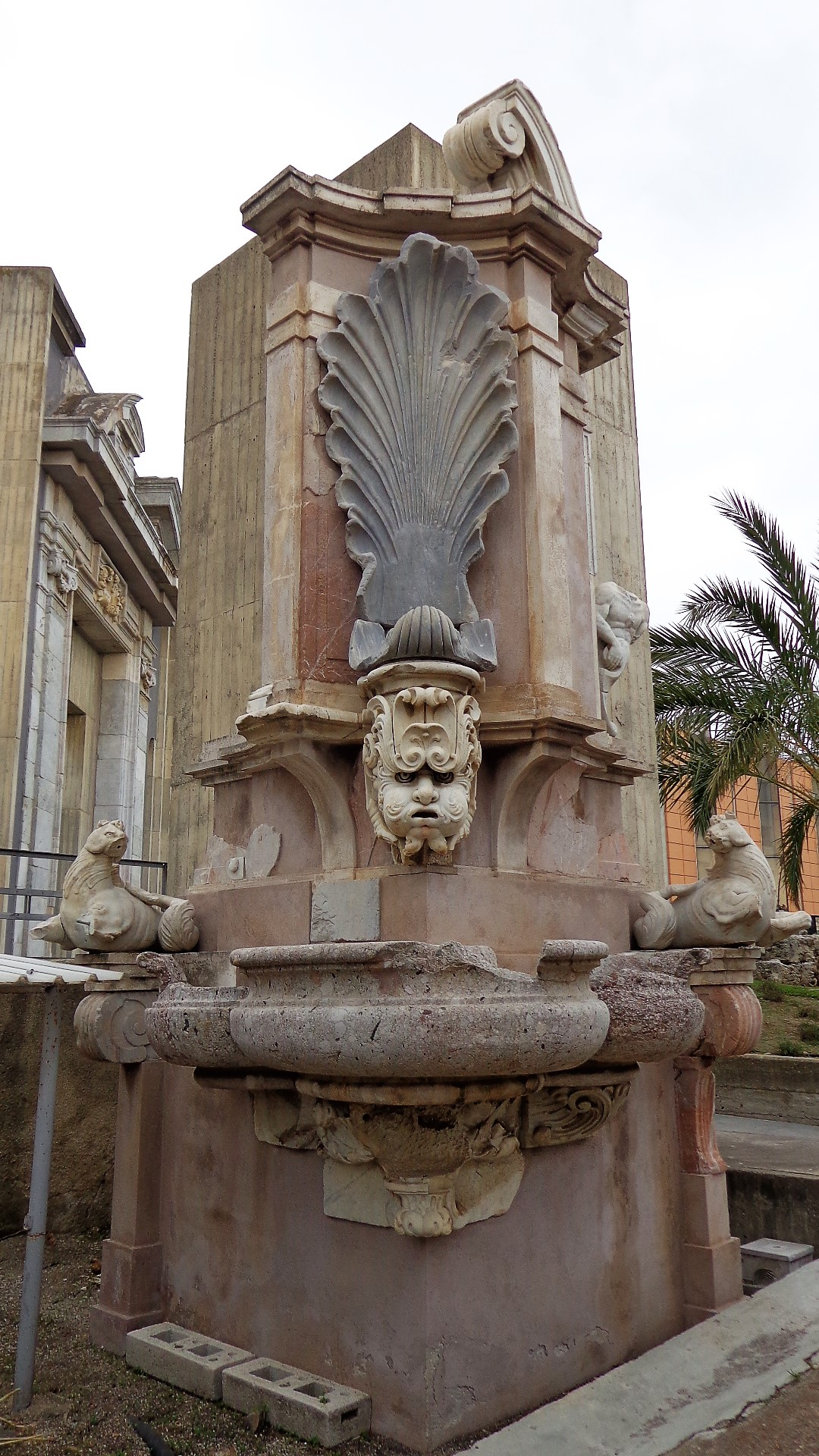